# Приреченск
Приреченск — посёлок в Ужурском районе Красноярского края России. Административный центр Приреченского сельсовета.

## География
Посёлок расположен в 35 км к востоку от районного центра Ужур.

## История
В 1976 г. Указом Президиума ВС РСФСР поселок центральной усадьбы Ужурского совхоза переименован в Приреченск.

## Население
| 2010 |
| ---- |
| 902  |